# Thamnium suspectum
Thamnium suspectum är en bladmossart som beskrevs av C. Müller och Per Karl Hjalmar Dusén 1895. Thamnium suspectum ingår i släktet Thamnium och familjen Neckeraceae. Inga underarter finns listade i Catalogue of Life.